# Epomops dobsonii
Epomops dobsonii é uma espécie de morcego da família Pteropodidae. Pode ser encontrada no Namíbia, Angola, República Democrática do Congo, Zâmbia, Maláui, Moçambique e Tanzânia.
Foi nomeada pelo naturalista português José Vicente Barbosa du Bocage.